# ISO 3166-2:TO
ISO 3166-2 données pour Tonga.

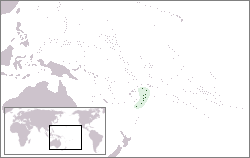
Les Tonga sur la carte du monde

- Sources de la liste : IGN 1992 ; Statoids 2005
- Source des codes : secrétariat ISO/TC 46/WG 2

## Mise à jour
- ISO 3166-2:2007-04-17 Bulletin n° I-8 (création)

## Divisions (7)en:division
| Code ISO 3166-2 | Division                | Division |
| Code ISO 3166-2 | Nom français ou anglais |          |
| --------------- | ----------------------- | -------- |
| TO-01           | ’Eua                    |          |
| TO-02           | Ha’apai                 |          |
| TO-03           | Niuas                   |          |
| TO-04           | Tongatapu               |          |
| TO-05           | Vava’u                  |          |